# FV102 Striker
FV102 Striker — носій протитанкових керованих ракет сімейства CVR(T), що стояв на озброєнні Британської армії.

## Опис
FV102 Striker належав до сімейства CVR(T) з дротовим керуванням протитанковими ракетами Swingfire. FV102 Striker був зовні дуже схожий на FV103 Spartan, але мав п'ять ракет у готовому до застосування контейнері в задній частині машини. У транспортному засобі було п'ять ракет для перезаряджання. Бункер був піднятий на 35° для ведення вогню. Приціл можна було демонтувати та керувати ракетами на відстані від машини, яка могла залишатися в безпечному укритті, оскільки ракета може повертатися на 90° після запуску, щоб вийти на курс цілі. Спочатку ракети керувалися за допомогою джойстика шляхом ручного керування на лінії прицілювання. Пізніше її було оновлено до системи напівавтоматичного керування на лінії прицілювання, де контролер просто націлюється на ціль. Додатковим озброєнням був єдиний кулемет.

## Розвиток
FV102 Striker був розроблений для Британської армії для ведення вогню ракетами Swingfire. Перші серійні зразки були поставлені в 1975 році на озброєння Британської армії та використовувалися протитанковими ракетними батареями Королівського полку артилерії. Спочатку транспортний засіб оснащувався 4,2-літровим 6-циліндровим бензиновим двигуном Jaguar J60 — таким же, що й у деяких автомобілях Jaguar. Потім його замінили дизельним двигуном Cummins BTA 5.9, який використовувався в FV107 Scimitar Британської армії, згідно з Програмою продовження терміну експлуатації CVR(T).

## Служба
FV102 Striker надійшов на озброєння в 1976 році до Королівського полку артилерії Британської Рейнської армії, але потім був переданий Королівському бронетанковому корпусу, де вони використовувалися в бойових розвідувальних полках. 24 березня 2003 року під час вторгнення в Ірак у 2003 році FV102 Striker знищив іракський танк Т-55 протитанковою ракетою. FV102 Striker було знято з озброєння Британської армії, оскільки в середині 2005 року ракету Swingfire замінили на ракету Javelin.

## Додаткові характеристики
- Боєкомплект: 10 ракет Swingfire, 3000 набоїв 7,62 мм НАТО.
- Шасі виробництва Alvis Vehicles Limited, Телфорд, Шропшир, Вест-Мідлендс, Англія, Велика Британія

## Оператори

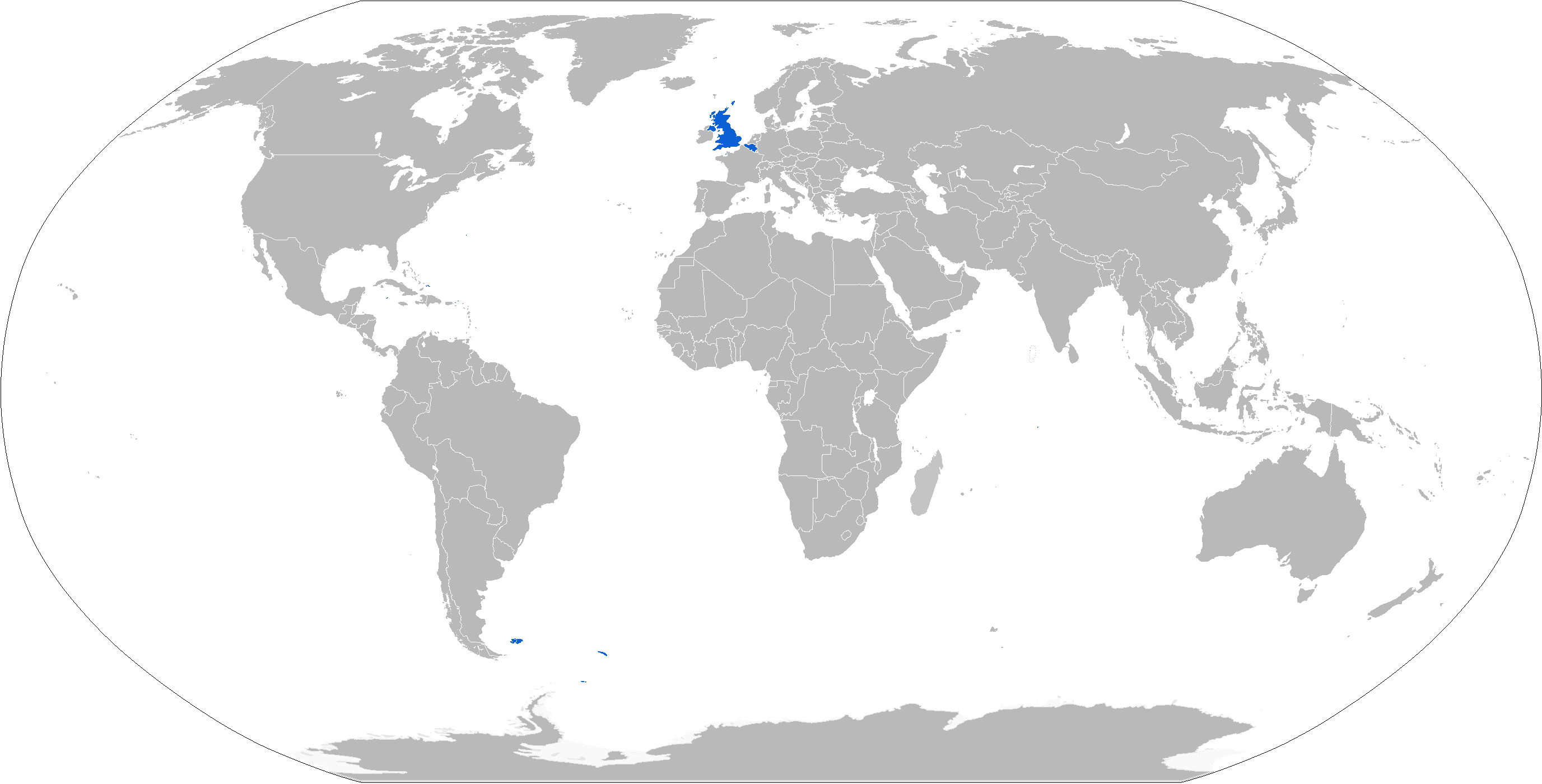
Карта з операторами FV102 синього кольору

### Колишні оператори
- Бельгія
- Велика Британія